# Brienne-sur-Aisne
 Brienne-sur-Aisne  là một xã ở tỉnh Ardennes, thuộc vùng Grand Est ở phía bắc nước Pháp.